# Ангела Бундаловић
Ангела Бундаловић (1995) данска је глумица. Најпознатија је по улогама Беатрис у телевизијској серији Киша (2018), Нађе у Limboland (2020) и Миу у Copenhagen Cowboy (2022).

## Биографија
Рано детињство је провела у Београду, у Обреновцу, одакле се са родитељима одселила у иностранство.
Ангела Бундаловић је студирала плес и кореографију на Данској националној школи сценских уметности (Den Danske Scenekunstskole).
На екрану је дебитовала као Домеренова ћерка у филму Dark Horse, који је приказан у секцијиUn Certain Regard на Филмском фестивалу у Кану 2005. године   Њена следећа филмска улога била је улога седмогодишње Сидсел у кратком филму Blood Sisters из 2006. Године 2018. играла је Беатрис у првој сезони Нетфликсове серије Киша.
Бундаловић се вратила на сцену током сезоне 2018/2019 као плесач у Uranus Фредерика Геиса и Shadows of Tomorrow Ингри Фиксдал. Бундаловићева игра наркоманку Нађу у данској телевизијској серији Limboland из 2020.
Она је 2022. играла главну улогу у филму Мартина Сковбјерга Јенсена, København findes ikke („Копенхаген не постоји“). Исте године Бундаловић је преузела главну улогу Муија у данској натприродној криминалистичкој серији Николаса Виндинга Рефна Copenhagen Cowboy. Серија је објављена на Netflix-у 2023.
Филм Copenhagen Cowboy представила је српској публици на ФАФ-у 2023.
Говори дански и енглески језик, слабо се служи српским.

## Улоге

### Филм
| Година | Наслов                | Улога          | Белешке                        |
| ------ | --------------------- | -------------- | ------------------------------ |
| 2005   | Dark Horse            | Домеренова кћи | [ 3 ]                          |
| 2006   | Blood Sisters         | Сидсел         | Кратки филм                    |
| 2022   | København findes ikke | Ајда           | (српски:Копенхаген не постоји) |

### Телевизија
| Година | Наслов            | Улога   | Notes     |
| ------ | ----------------- | ------- | --------- |
| 2018   | The Rain          | Беатрис | 7 епизода |
| 2020   | Limboland         | Нађа    | 8 епизода |
| 2022   | Copenhagen Cowboy | Миу     | 6 епизода |

### Музички спотови
| Година | Уметник          | Наслов  | Улога               | Notes               |
| ------ | ---------------- | ------- | ------------------- | ------------------- |
| 2019   | FRAADS           | Blinker | Водећа женска улога | Blinker music video |
| 2021   | Dizzy Mizz Lizzy | Amelia  | Амелија             | Amelia music video  |